# Mont-sur-Meurthe
Mont-sur-Meurthe és un municipi francès situat al departament de Meurthe i Mosel·la i a la regió del Gran Est. L'any 2019 tenia 1.117 habitants.

## Demografia

### Població
El 2007 la població de fet de Mont-sur-Meurthe era de 982 persones. Hi havia 364 famílies, de les quals 58 eren unipersonals (18 homes vivint sols i 40 dones vivint soles), 137 parelles sense fills, 151 parelles amb fills i 18 famílies monoparentals amb fills.
La població ha evolucionat segons el següent gràfic:
Habitants censats

### Habitatges
El 2007 hi havia 386 habitatges, 367 eren l'habitatge principal de la família, 1 era una segona residència i 18 estaven desocupats. 350 eren cases i 36 eren apartaments. Dels 367 habitatges principals, 304 estaven ocupats pels seus propietaris, 62 estaven llogats i ocupats pels llogaters i 1 estava cedit a títol gratuït; 4 tenien dues cambres, 29 en tenien tres, 102 en tenien quatre i 232 en tenien cinc o més. 303 habitatges disposaven pel capbaix d'una plaça de pàrquing. A 156 habitatges hi havia un automòbil i a 177 n'hi havia dos o més.

### Piràmide de població
La piràmide de població per edats i sexe el 2009 era:
| Homes | Edats   | Dones |
| ----- | ------- | ----- |
| 0     | 95 o +  | 0     |
| 4     | 90 a 94 | 0     |
| 4     | 85 a 89 | 4     |
| 12    | 80 a 84 | 4     |
| 12    | 75 a 79 | 16    |
| 24    | 70 a 74 | 16    |
| 20    | 65 a 69 | 24    |
| 8     | 60 a 64 | 28    |
| 32    | 55 a 59 | 20    |
| 44    | 50 a 54 | 44    |
| 56    | 45 a 49 | 28    |
| 28    | 40 a 44 | 24    |
| 44    | 35 a 39 | 40    |
| 32    | 30 a 34 | 40    |
| 28    | 25 a 29 | 16    |
| 28    | 20 a 24 | 24    |
| 16    | 15 a 19 | 36    |
| 24    | 10 a 14 | 24    |
| 36    | 5 a 9   | 32    |
| 32    | 0 a 4   | 36    |

## Economia
El 2007 la població en edat de treballar era de 640 persones, 443 eren actives i 197 eren inactives. De les 443 persones actives 401 estaven ocupades (215 homes i 186 dones) i 42 estaven aturades (23 homes i 19 dones). De les 197 persones inactives 89 estaven jubilades, 57 estaven estudiant i 51 estaven classificades com a «altres inactius».

### Ingressos
El 2009 a Mont-sur-Meurthe hi havia 403 unitats fiscals que integraven 1.063 persones, la mediana anual d'ingressos fiscals per persona era de 18.004 €.

### Activitats econòmiques
Dels 23 establiments que hi havia el 2007, 1 era d'una empresa extractiva, 1 d'una empresa de fabricació d'altres productes industrials, 9 d'empreses de construcció, 2 d'empreses de comerç i reparació d'automòbils, 1 d'una empresa d'hostatgeria i restauració, 1 d'una empresa d'informació i comunicació, 2 d'empreses financeres, 2 d'empreses immobiliàries, 1 d'una empresa de serveis, 2 d'entitats de l'administració pública i 1 d'una empresa classificada com a «altres activitats de serveis».
Dels 8 establiments de servei als particulars que hi havia el 2009, 1 era un paleta, 3 guixaires pintors, 1 fusteria, 1 lampisteria, 1 electricista i 1 perruqueria.
L'any 2000 a Mont-sur-Meurthe hi havia 7 explotacions agrícoles.

## Equipaments sanitaris i escolars
El 2009 hi havia una escola elemental integrada dins d'un grup escolar amb les comunes properes formant una escola dispersa.

## Poblacions més properes
El següent diagrama mostra les poblacions més properes.